# 宇都宮Festa
宇都宮Festa（うつのみやフェスタ）は、栃木県宇都宮市曲師町・オリオン通りにあるテナントビル（ショッピングセンター）である。同人誌やアニメ関連グッズ、模型等を取り扱う、いわゆるアキバ系の店舗が多く集まっている。地元では「ヲタビル」と言う愛称がある。
前身は西武百貨店宇都宮店（宇都宮西武）の別館にあたるロフト館（1991年4月開業）であるが、1999年3月に閉鎖された。その後、2001年7月にプロジットのコンサルティングにより、現名称でショッピングセンターとして開業した。
2009年度版タウンページにはデパートとして掲載されているが、当施設はデパートではない。

## 店舗
地下1階
メロンブックス宇都宮店
スタジオプリモ
1階
FRESHNESS BURGER
Drink Stand
スタジオプリモ
菱沼薬局(入口店舗外)
2階
ソフトプラザyou-kiフェスタ店
イエローサブマリン宇都宮店
スタジオプリモ(プリクラコーナー)
3階
らしんばん宇都宮店
カードラボ宇都宮店
ガチャマンボウ宇都宮店
フェスタ管理事務所
4階
まんだらけ宇都宮店
5階
アニメイト宇都宮店
6階
ボークス宇都宮ショールーム

## アクセス
- 東武鉄道宇都宮線・東武宇都宮駅東口より徒歩約5分。
- JR東日本宇都宮線・宇都宮駅西口より徒歩約15分。